# وديعة أساس
ودائع الأساس هي البقايا الأثرية من طقوس دفن مواد تحت أساسات المباني.

أمثلة على ودائع الأساس
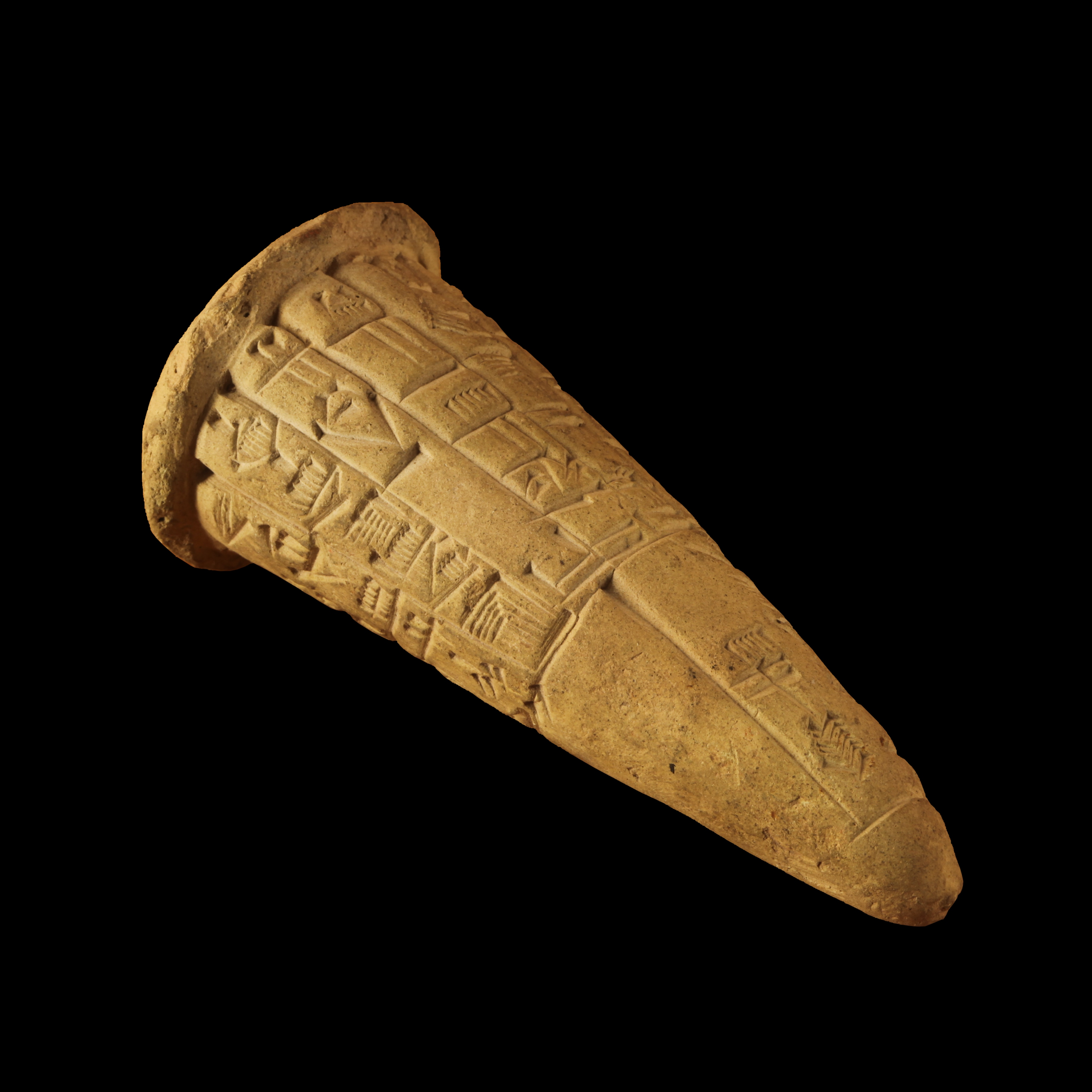
مسمار التأسيس لمعبد إنانا.
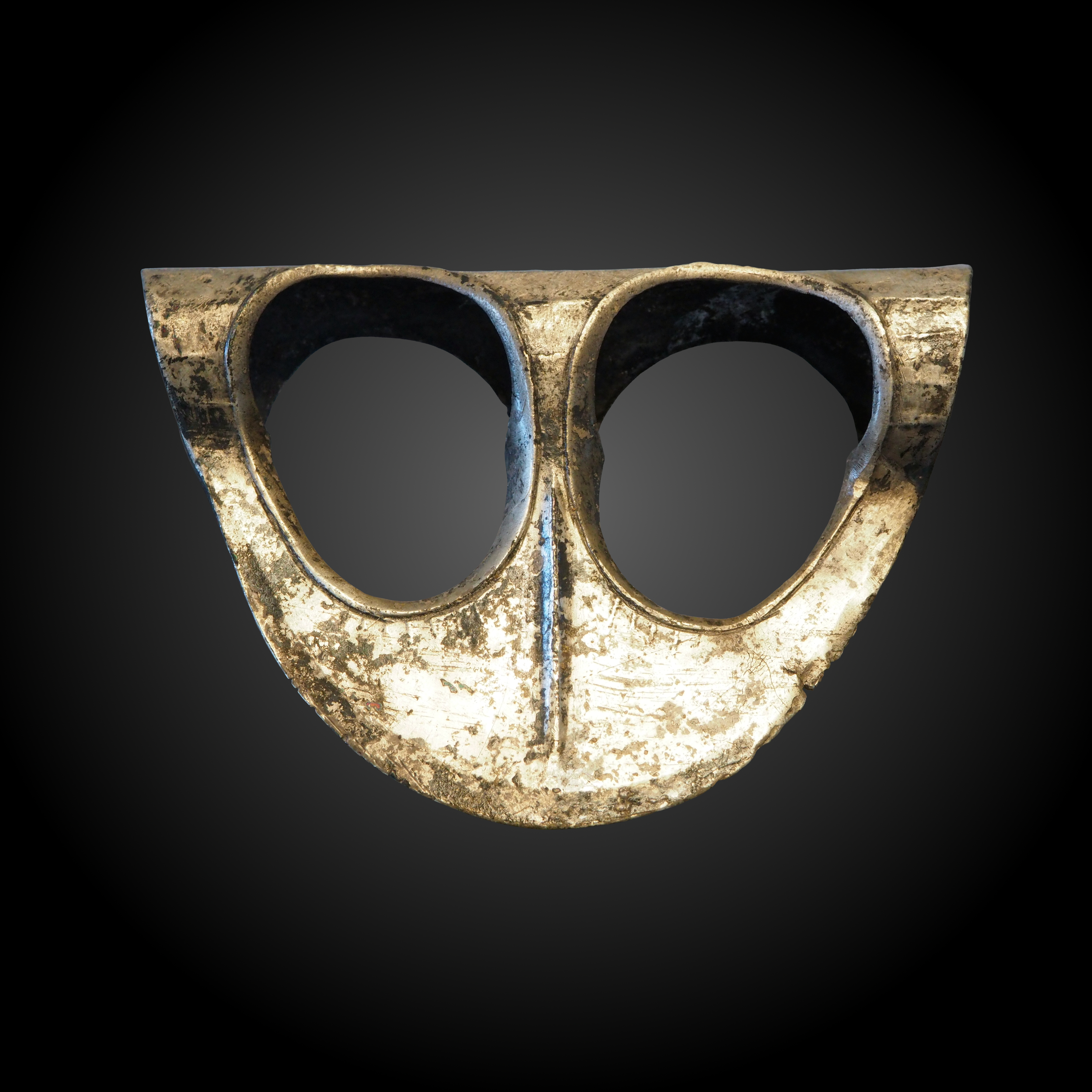
فأس من الفضة المنوفذة، من العصر البرونزي الأوسط، وجدت بالقرب من جبيل

## في مصر القديمة
بالنسبة لمصر القديمة، اتخذت ودائع الأساس شكل حفر مبطنة بالطوب اللبن أو حفر في نقاط محددة تحت المعابد أو المقابر، والتي كانت مليئة بالأشياء الاحتفالية، عادة ما كانت تمائم أو جعارين أو أطعمة أو أدوات طقسية مصغرة وكان ذلك من المفترض أن يمنع انهيار المبنى.

## انظر أيشًا
- حجر الأساس
- أسطوانة قورش